# Mod. 683
Mod. 683 è il nome di una sedia progettata nel 1954 da Carlo De Carli per Cassina. 

## Struttura
La sedia è caratterizzata da una struttura dinamica e da riferimenti organici; è infatti realizzata in legno massello di frassino ed è dotata di gambe affusolate di sezione piuttosto esile e da una “L”, per il sostegno del sedile e dello schienale.
Il sedile e lo schienale che sono costituiti da un sottile foglio in compensato curvato sempre in legno di frassino, che vanno ad avvolgere la struttura della sedia ed a essa sono connessi con piccoli distanziatori in ottone.

## Premi
La sedia è stata premiata con il Compasso d’Oro nel 1954 (il primo della storia) ma anche con il Diploma d’onore alla X Triennale e con il premio Good Design at MoMA di New York.